# Gaston Cailleux
Pour les articles homonymes, voir Cailleux.
Gaston Cailleux est un skipper et architecte français né le 6 décembre 1870 à Saint-Denis et mort le 28 janvier 1946 dans la même ville. 

## Carrière
Gaston Louis Claude Cailleux est né à Saint-Denis le 6 décembre 1870 de Zemia Rosa Soyeux et de Alexandre Claude Cailleux (1842-1929) architecte expert et architecte communal de la Ville de Saint-Denis. Il épouse Marie Lucie Quintainne à Saint-Denis le 6 juin 1898. 
Il apprend l'architecture aux Beaux-Arts de Paris, à l'atelier de son père et à celui des architectes parisiens Paul Sédille, Honoré Daumet et Pierre Esquié. 
Il dirige notamment les travaux d'aménagement intérieur de l'hôtel de ville de Saint-Denis en 1898. Il résidait au 23, rue des Ursulines. 
Il cumule plusieurs responsabilités : expert près le Tribunal civil de Pontoise, et le Conseil de préfecture de la Seine; vice-président de la Commission d'hygiène de l'arrondissement de Saint-Denis; membre de la Société centrale des architectes en 1909, et de la Société des architectes modernes.
Il participe aux deux courses de classe 0,5 tonneau de voile aux Jeux olympiques de 1900, à bord du Sarcelle. Avec Léon Tellier et Henri Monnot, il remporte la médaille de bronze à l'issue de la première course et se classe quatrième à l'issue de la seconde. Il est trésorier du Yacht Club de France dans les années 1920.
Fait officier de l'Instruction publique en 1906, il obtient la croix de guerre 1914-1918 et devient chevalier de la Légion d'honneur le 30 avril 1918 pour ses faits militaires lors de la Première Guerre mondiale comme capitaine de réserve, commandant la première section de munitions d'infanterie du 40e régiment d'artillerie.
De 1938 et 1942, il est associé de son fils Jacques Cailleux, lui aussi architecte. Il meurt en 1946.